# Kunžak
Kunžak är en ort i Tjeckien.   Den ligger i regionen Södra Böhmen, i den centrala delen av landet, 120 km sydost om huvudstaden Prag. Kunžak ligger 579 meter över havet och antalet invånare är 1 484.
Terrängen runt Kunžak är lite kuperad. Runt Kunžak är det ganska glesbefolkat, med 23 invånare per kvadratkilometer. Närmaste större samhälle är Jindřichův Hradec, 13,8 km väster om Kunžak. I omgivningarna runt Kunžak växer i huvudsak barrskog.